# Western Sydney Wanderers Football Club
Il Western Sydney Wanderers Football Club è una società calcistica australiana con sede a Parramatta, un sobborgo di Sydney. Fondata nel 2012, attualmente milita nell'A-League Men.

## Storia

### Fondazione
Nel 2011 la FFA, la federcalcio australiana, annunciò la disponibilità nella A-League di posti per nuovi club di Sydney e Melbourne. Un club provvisorio, il Sydney Rovers Football Club ricevette una licenza provvisoria dalla FFA, ma poi fu rifiutato al club di partecipare all'A-League 2013-2014.
L'anno successivo, la FFA decise di fondare un nuovo club di Sydney e dopo vari sondaggi online fu scelto di chiamare il club Wanderers e di usare come colori sociali il rosso e il nero per le maglie e il bianco per i pantaloncini.

### A-League
L'A-League 2012-2013 è stata la stagione inaugurale per i Wanderers, che hanno terminato il campionato in prima posizione, qualificandosi ai play-off, perdendo però la Grand Final contro il Central Coast Mariners. Il 1º novembre 2014 vince per la prima volta nella sua storia la AFC Champions League.

## Società

### Sponsor
| Cronologia degli sponsor tecnici - 2012-oggi: Nike | Cronologia degli sponsor ufficiali - 2012-oggi: NRMA Insurance |

## Palmarès

### Competizioni nazionali
- Premier's Plate: 1

2012-2013

### Competizioni internazionali
- AFC Champions League: 1  (record australiano)

2014

### Altri piazzamenti
- Campionato australiano:

Secondo posto: 2012-2013, 2013-2014, 2015-2016
- FFA Cup:

Semifinalista: 2017, 2018

## Allenatori
- 2012-2017  Tony Popović
- 2017  Hayden Foxe (ad interim)
- 2017-2018  Joseph Gombau
- 2018-2020  Markus Babbel
- 2020-2022  Carl Robinson
- 2022-2024  Mark Rudan
- 2024-  Alen Stajcic

## Organico

### Rosa 2024-2025
Rosa e numerazione aggiornate al 10 luglio 2024.
| N. |                          | Ruolo | Calciatore          |
| -- | ------------------------ | ----- | ------------------- |
| 1  | Australia (bandiera)     | P     | Taiga Oliver Harper |
| 2  | Australia (bandiera)     | D     | Gabriel Cléùr       |
| 4  | Australia (bandiera)     | D     | Alex Bonetig        |
| 5  | Malta (bandiera)         | C     | Dylan Scicluna      |
| 7  | Australia (bandiera)     | A     | Zachary Sapsford    |
| 8  | Corea del Sud (bandiera) | D     | Jeong Tae-wook      |
| 9  | Svezia (bandiera)        | A     | Marcus Antonsson    |
| 10 | Australia (bandiera)     | C     | Alexander Badolato  |
| 12 | Australia (bandiera)     | C     | Ben Holliday        |
| 13 | Australia (bandiera)     | C     | Dean Pelekanos      |
| 14 | Australia (bandiera)     | C     | Nicolas Milanovic   |
| 16 | Australia (bandiera)     | C     | Tom Beadling        |
| 18 | Australia (bandiera)     | C     | Oscar Priestman     |

| N. |                      | Ruolo | Calciatore            |
| -- | -------------------- | ----- | --------------------- |
| 19 | Australia (bandiera) | D     | Jack Clisby           |
| 20 | Australia (bandiera) | P     | Lawrence Thomas       |
| 22 | Australia (bandiera) | D     | Anthony Pantazopoulos |
| 23 | Bulgaria (bandiera)  | C     | Božidar Kraev         |
| 25 | Australia (bandiera) | C     | Joshua Brillante      |
| 26 | Australia (bandiera) | A     | Brandon Borrello      |
| 27 | Australia (bandiera) | A     | James Temelkovski     |
| 28 | Perù (bandiera)      | C     | Aydan Hammond         |
| 30 | Australia (bandiera) | P     | Jordan Holmes         |
| 31 | Australia (bandiera) | A     | Aidan Simmons         |
| 44 | Australia (bandiera) | D     | Nathan Barrie         |
| 64 | Spagna (bandiera)    | C     | Juan Mata (capitano)  |

### Rosa 2023-2024
Rosa e numerazione aggiornate al 24 settembre 2023.
| N. |                        | Ruolo | Calciatore            |
| -- | ---------------------- | ----- | --------------------- |
| 1  | Australia (bandiera)   | P     | Daniel Margush        |
| 2  | Australia (bandiera)   | D     | Gabriel Cléùr         |
| 4  | Australia (bandiera)   | D     | Doni Grdic            |
| 5  | Australia (bandiera)   | D     | Anthony Pantazopoulos |
| 6  | Brasile (bandiera)     | D     | Marcelo (capitano)    |
| 7  | Australia (bandiera)   | D     | Dylan Pierias         |
| 8  | Paesi Bassi (bandiera) | C     | Jorrit Hendrix        |
| 9  | Svezia (bandiera)      | A     | Marcus Antonsson      |
| 10 | Serbia (bandiera)      | C     | Miloš Ninković        |
| 12 | Australia (bandiera)   | D     | Ruon Tongyik          |
| 13 | Australia (bandiera)   | D     | Tate Russell          |
| 14 | Australia (bandiera)   | C     | Nicolas Milanovic     |
| 16 | Australia (bandiera)   | C     | Tom Beadling          |
| 17 | Australia (bandiera)   | C     | Lachlan Brook         |

| N. |                      | Ruolo | Calciatore         |
| -- | -------------------- | ----- | ------------------ |
| 19 | Australia (bandiera) | D     | Jack Clisby        |
| 20 | Australia (bandiera) | P     | Lawrence Thomas    |
| 25 | Australia (bandiera) | C     | Joshua Brillante   |
| 26 | Australia (bandiera) | A     | Brandon Borrello   |
| 31 | Australia (bandiera) | A     | Aidan Simmons      |
| 32 | Australia (bandiera) | A     | Nathanael Blair    |
| 33 | Australia (bandiera) | D     | Alex Bonetig       |
| 34 | Australia (bandiera) | C     | George Antonis     |
| 35 | Australia (bandiera) | C     | Zachary Sapsford   |
| 37 | Australia (bandiera) | A     | Alexander Badolato |
| 39 | Australia (bandiera) | C     | Marcus Younis      |
| 89 | Malta (bandiera)     | C     | Dylan Scicluna     |
|    | Australia (bandiera) | D     | Joshua Hong        |

### Rosa 2022-2023
Rosa e numerazione aggiornate al 28 gennaio 2023.
| N. |                           | Ruolo | Calciatore               |
| -- | ------------------------- | ----- | ------------------------ |
| 1  | Australia (bandiera)      | P     | Daniel Margush           |
| 2  | Australia (bandiera)      | D     | Gabriel Cléùr            |
| 3  | Costa d'Avorio (bandiera) | D     | Adama Traoré             |
| 4  | Australia (bandiera)      | D     | Rhys Williams (capitano) |
| 5  | Australia (bandiera)      | D     | Tomislav Mrčela          |
| 6  | Brasile (bandiera)        | D     | Marcelo                  |
| 7  | Australia (bandiera)      | C     | Ramy Najjarine           |
| 8  | Australia (bandiera)      | C     | Oliver Bozanic           |
| 9  | Australia (bandiera)      | A     | Bernie Ibini-Isei        |
| 10 | Serbia (bandiera)         | C     | Miloš Ninković           |
| 12 | Australia (bandiera)      | D     | Ruon Tongyik             |
| 13 | Australia (bandiera)      | D     | Tate Russell             |
| 16 | Australia (bandiera)      | C     | Tom Beadling             |
| 19 | Australia (bandiera)      | D     | Daniel Wilmering         |

| N. |                         | Ruolo | Calciatore         |
| -- | ----------------------- | ----- | ------------------ |
| 20 | Australia (bandiera)    | P     | Lawrence Thomas    |
| 21 | Australia (bandiera)    | A     | Jarrod Carluccio   |
| 23 | RD del Congo (bandiera) | C     | Yeni N'Gbakoto     |
| 26 | Australia (bandiera)    | A     | Brandon Borrello   |
| 28 | Australia (bandiera)    | C     | Calem Nieuwenhof   |
| 29 | Australia (bandiera)    | C     | Terry Antonis      |
| 31 | Australia (bandiera)    | A     | Aidan Simmons      |
| 32 | Australia (bandiera)    | A     | Nathanael Blair    |
| 33 | Australia (bandiera)    | D     | Mark Natta         |
| 35 | Australia (bandiera)    | C     | Zachary Sapsford   |
| 36 | Australia (bandiera)    | C     | Alessandro Lopane  |
| 37 | Australia (bandiera)    | A     | Alexander Badolato |
| 38 | Australia (bandiera)    | A     | Ali Auglah         |
|    | Australia (bandiera)    | A     | Kusini Yengi       |

### Rosa 2021-2022
Rosa e numerazione aggiornate al 20 novembre 2021.
| N. |                           | Ruolo | Calciatore               |
| -- | ------------------------- | ----- | ------------------------ |
| 1  | Australia (bandiera)      | P     | Daniel Margush           |
| 2  | Scozia (bandiera)         | D     | Ziggy Gordon             |
| 3  | Costa d'Avorio (bandiera) | D     | Adama Traoré             |
| 4  | Australia (bandiera)      | D     | Rhys Williams (capitano) |
| 5  | Inghilterra (bandiera)    | C     | Jack Rodwell             |
| 6  | Australia (bandiera)      | D     | Tass Mourdoukoutas       |
| 7  | Australia (bandiera)      | C     | Ramy Najjarine           |
| 8  | Australia (bandiera)      | C     | Steven Ugarković         |
| 9  | Australia (bandiera)      | A     | Bernie Ibini-Isei        |
| 10 | Israele (bandiera)        | A     | Tomer Hemed              |
| 11 | Giappone (bandiera)       | C     | Keijirō Ogawa            |
| 13 | Australia (bandiera)      | D     | Tate Russell             |
| 14 | Australia (bandiera)      | C     | James Troisi             |
| 17 | Australia (bandiera)      | C     | Keanu Baccus             |
| 19 | Australia (bandiera)      | D     | Daniel Wilmering         |

| N. |                      | Ruolo | Calciatore         |
| -- | -------------------- | ----- | ------------------ |
| 20 | Spagna (bandiera)    | P     | Tomás Mejías       |
| 21 | Australia (bandiera) | A     | Jordi Swibel       |
| 22 | Australia (bandiera) | D     | John Koutroumbis   |
| 23 | Australia (bandiera) | C     | Dimitri Petratos   |
| 25 | Croazia (bandiera)   | D     | Phillip Cancar     |
| 26 | Australia (bandiera) | C     | Jarrod Carluccio   |
| 29 | Australia (bandiera) | C     | Terry Antonis      |
| 33 | Australia (bandiera) | D     | Mark Natta         |
| 35 | Australia (bandiera) | D     | Nectarios Triantis |
| 36 | Australia (bandiera) | C     | Alessandro Lopane  |
| 37 | Australia (bandiera) | A     | Alexander Badolato |
| 38 | Australia (bandiera) | A     | Ali Auglah         |
| 39 | Australia (bandiera) | D     | Thomas Aquilina    |
| 50 | Australia (bandiera) | P     | Oliver Kalac       |
|    | Australia (bandiera) | P     | Vedran Janjetović  |

### Rosa 2020-2021
Rosa e numerazione aggiornate all'1 febbraio 2021.
| N. |                               | Ruolo | Calciatore         |
| -- | ----------------------------- | ----- | ------------------ |
| 2  | Scozia (bandiera)             | D     | Ziggy Gordon       |
| 4  | Australia (bandiera)          | D     | Dylan McGowan      |
| 5  | Macedonia del Nord (bandiera) | C     | Daniel Georgievski |
| 6  | Australia (bandiera)          | D     | Tass Mourdoukoutas |
| 7  | Australia (bandiera)          | C     | Bruce Kamau        |
| 8  | Australia (bandiera)          | C     | Jordan O'Doherty   |
| 9  | Australia (bandiera)          | C     | Bernie Ibini-Isei  |
| 10 | Irlanda (bandiera)            | A     | Simon Cox          |
| 11 | Australia (bandiera)          | C     | Kwame Yeboah       |
| 13 | Australia (bandiera)          | D     | Tate Russell       |
| 14 | Australia (bandiera)          | C     | James Troisi       |
| 18 | Scozia (bandiera)             | C     | Graham Dorrans     |
| 20 | Australia (bandiera)          | P     | Vedran Janjetović  |
| 23 | Australia (bandiera)          | C     | Kosta Grozos       |
| 27 | Germania (bandiera)           | C     | Nicolai Müller     |
| 28 | Australia (bandiera)          | C     | Fabian Monge       |
| 29 | Australia (bandiera)          | D     | Daniel Wilmering   |

| N. |                        | Ruolo | Calciatore        |
| -- | ---------------------- | ----- | ----------------- |
| 30 | Australia (bandiera)   | P     | Daniel Margush    |
| 33 | Australia (bandiera)   | D     | Mark Natta        |
| 34 | Germania (bandiera)    | D     | Patrick Ziegler   |
| 36 | Australia (bandiera)   | C     | Jarrod Carluccio  |
| 37 | Australia (bandiera)   | A     | Jake Trew         |
| 38 | Australia (bandiera)   | A     | Ali Auglah        |
| 39 | Australia (bandiera)   | C     | Thomas Aquilina   |
| 40 | Australia (bandiera)   | P     | Noah James        |
| 42 | Austria (bandiera)     | C     | Keanu Baccus      |
|    | Inghilterra (bandiera) | C     | Jordon Mutch      |
|    | Australia (bandiera)   | C     | Anthony Lesiotis  |
|    | Croazia (bandiera)     | D     | Phillip Cancar    |
|    | Australia (bandiera)   | D     | Mohamed Al-Taay   |
|    | Australia (bandiera)   | A     | Stefan Nikolic    |
|    | Australia (bandiera)   | C     | Alessandro Lopane |
|    | Australia (bandiera)   | A     | Mitchell Duke     |

### Rosa 2019-2020
Rosa e numerazione aggiornate al 13 dicembre 2019.
| N. |                               | Ruolo | Calciatore               |
| -- | ----------------------------- | ----- | ------------------------ |
| 1  | Svizzera (bandiera)           | P     | Daniel Lopar             |
| 4  | Australia (bandiera)          | D     | Dylan McGowan            |
| 5  | Macedonia del Nord (bandiera) | D     | Daniel Georgievski       |
| 6  | Australia (bandiera)          | C     | Kosta Grozos             |
| 8  | Australia (bandiera)          | C     | Jordan O'Doherty         |
| 10 | Polonia (bandiera)            | C     | Radosław Majewski        |
| 11 | Australia (bandiera)          | C     | Bruce Kamau              |
| 12 | Australia (bandiera)          | A     | Mitchell Duke (capitano) |
| 13 | Australia (bandiera)          | D     | Tass Mourdoukoutas       |
| 16 | Australia (bandiera)          | D     | Mathieu Cordier          |
| 17 | Australia (bandiera)          | C     | Keanu Baccus             |
| 18 | Australia (bandiera)          | D     | Matthew Jurman           |
| 19 | Svizzera (bandiera)           | C     | Pirmin Schwegler         |
| 20 | Australia (bandiera)          | P     | Vedran Janjetović        |

| N. |                      | Ruolo | Calciatore       |
| -- | -------------------- | ----- | ---------------- |
| 21 | Australia (bandiera) | D     | Tarek Elrich     |
| 22 | Australia (bandiera) | D     | Nick Sullivan    |
| 27 | Australia (bandiera) | C     | Kwame Yeboah     |
| 28 | Australia (bandiera) | C     | Fabian Monge     |
| 30 | Australia (bandiera) | P     | Danijel Nizic    |
| 32 | Germania (bandiera)  | C     | Nicolai Müller   |
| 33 | Australia (bandiera) | D     | Tate Russell     |
| 34 | Germania (bandiera)  | D     | Patrick Ziegler  |
| 35 | Australia (bandiera) | A     | Mohamed Adam     |
| 37 | Australia (bandiera) | A     | Jake Trew        |
| 40 | Australia (bandiera) | P     | Nick Suman       |
| 42 | Australia (bandiera) | D     | Daniel Wilmering |
| 50 | Australia (bandiera) | A     | Jack Greenwood   |

### Rosa 2018-2019
Rosa e numerazione aggiornate al 24 agosto 2018.
| N. |                        | Ruolo | Calciatore           |
| -- | ---------------------- | ----- | -------------------- |
| 1  | Australia (bandiera)   | P     | Danjiel Nizic        |
| 4  | Australia (bandiera)   | D     | Joshua Risdon        |
| 5  | Australia (bandiera)   | D     | Brendan Hamill       |
| 7  | Australia (bandiera)   | A     | Nicholas Fitzgerald  |
| 8  | Paesi Bassi (bandiera) | C     | Roly Bonevacia       |
| 9  | Spagna (bandiera)      | A     | Oriol Riera          |
| 10 | Germania (bandiera)    | C     | Alexander Baumjohann |
| 11 | Australia (bandiera)   | A     | Bruce Kamau          |
| 12 | Australia (bandiera)   | D     | Ruon Tongyik         |
| 15 | Australia (bandiera)   | C     | Kearyn Baccus        |
| 16 | Australia (bandiera)   | A     | Jaushua Sotirio      |

| N. |                      | Ruolo | Calciatore        |
| -- | -------------------- | ----- | ----------------- |
| 18 | Australia (bandiera) | C     | Marc Tokich       |
| 19 | Australia (bandiera) | C     | Mark Bridge       |
| 20 | Australia (bandiera) | P     | Vedran Janjetović |
| 21 | Australia (bandiera) | D     | Tarek Elrich      |
| 23 | Australia (bandiera) | A     | Lachlan Scott     |
| 24 | Spagna (bandiera)    | D     | Raúl Llorente     |
| 32 | Australia (bandiera) | A     | John Roberts      |
| 34 | Germania (bandiera)  | D     | Patrick Ziegler   |
| 40 | Australia (bandiera) | P     | Nick Suman        |
| 42 | Australia (bandiera) | C     | Keanu Baccus      |
| 49 | Australia (bandiera) | A     | Abraham Majok     |

### Rosa 2015-2016
Rosa e numerazione aggiornate al 19 agosto 2015.
| N. |                        | Ruolo | Calciatore            |
| -- | ---------------------- | ----- | --------------------- |
| 1  | Australia (bandiera)   | P     | Dean Bouzanis         |
| 2  | Australia (bandiera)   | D     | Shannon Cole          |
| 3  | Australia (bandiera)   | D     | Scott Jamieson        |
| 4  | Australia (bandiera)   | D     | Nikolai Topor-Stanley |
| 5  | Australia (bandiera)   | D     | Brendan Hamill        |
| 6  | Australia (bandiera)   | C     | Mitch Nichols         |
| 7  | Paesi Bassi (bandiera) | A     | Romeo Castelen        |
| 8  | Spagna (bandiera)      | C     | Dimas                 |
| 9  | Italia (bandiera)      | A     | Federico Piovaccari   |
| 10 | Australia (bandiera)   | C     | Dario Vidošić         |
| 11 | Australia (bandiera)   | A     | Brendon Šantalab      |
| 12 | Australia (bandiera)   | D     | Scott Neville         |
| 14 | Australia (bandiera)   | A     | Golgol Mebrahtu       |
| 15 | Australia (bandiera)   | C     | Kearyn Baccus         |

| N. |                      | Ruolo | Calciatore            |
| -- | -------------------- | ----- | --------------------- |
| 16 | Australia (bandiera) | A     | Jaushua Sotirio       |
| 17 | Spagna (bandiera)    | C     | Alberto Aguilar Leiva |
| 18 | Spagna (bandiera)    | C     | Andreu                |
| 19 | Australia (bandiera) | A     | Mark Bridge           |
| 20 | Australia (bandiera) | P     | Andrew Redmayne       |
| 21 | Australia (bandiera) | C     | Jacob Pepper          |
| 22 | Australia (bandiera) | D     | Jonathan Aspro        |
| 23 | Australia (bandiera) | D     | Shayne D'Cunha        |
| 25 | Australia (bandiera) | D     | Sam Gallaway          |
| 31 | Australia (bandiera) | C     | Alusine Fofanah       |
| 32 | Australia (bandiera) | D     | Daniel Alessi         |
| 33 | Australia (bandiera) | A     | Josh Macdonald        |
| 34 | Australia (bandiera) | A     | Liam Youlley          |